# Wizja św. Antoniego Padewskiego (obraz Michaela Willmanna)
Wizja św. Antoniego Padewskiego – obraz śląskiego malarza barokowego, Michaela Willmanna, namalowany w 1699 roku do głównego ołtarza w kościele św. Antoniego we Wrocławiu.
W kwietniu 2010 roku, po odkryciu przez pracowników parafii kilka miesięcy wcześniej innego obrazu tego malarza, zespół projektu "Szlak Sakralnej Sztuki Barokowej im. Michaela Willmanna", we współpracy z mgr Arkadiuszem Mułą, dzięki zdjęciom HDR o wysokiej rozdzielczości, odkrył (wcześniej sygnatura była bardzo mało widoczna na zwykłych zdjęciach) nieprzemalowaną sygnaturę Willmanna, na podstawie której (oraz innym cechom technicznym obrazu) przypisano jemu cały obraz. Obraz w aktualnym stanie nie nosi cech pracy Willmanna ze względu na inwazyjną XIX wieczną konserwację.

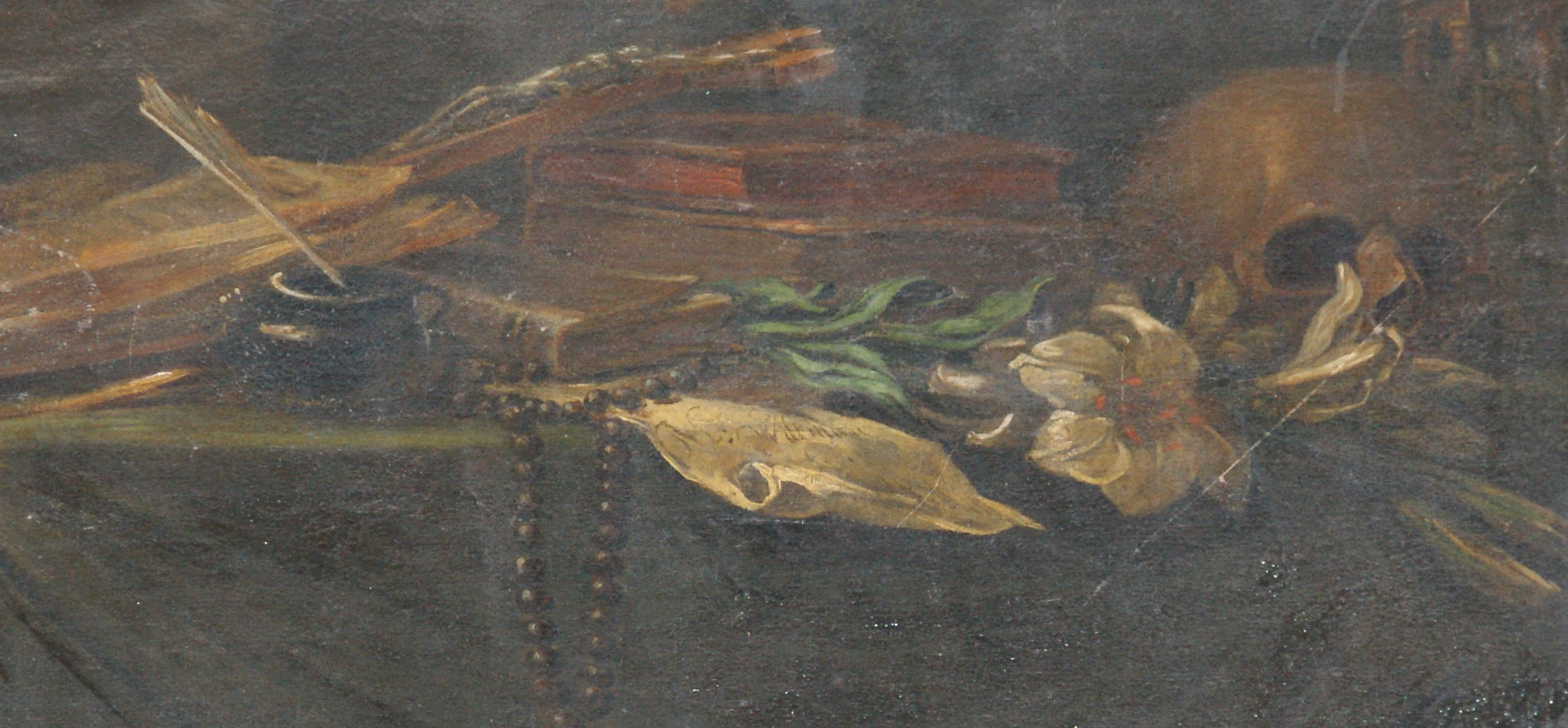
Oryginalne zdjęcie, na podstawie którego został odnaleziony twórca tego przemalowanego w XIX wieku obrazu